# Baelen
Baelen er en landkommune i Ardennerne, i Vallonien i provinsen Liège i Belgien. Kommunen havde 4.487 indbyggere i 2020. Kommunens officielle sprog er fransk, men da området ligger nær flere grænser, så er den sproglige situation kompliceret. 

## Nabokommuner
På trods af den korte afstand til Tyskland og Holland, så er Baelen helt omgivet af andre belgiske kommuner.
Mod øst grænser kommunen op til Kanton Eupen (Eupener Land), mod nord til Welkenraedt Kommune, mod vest er naboerne Limbourg og Jalhay kommuner, mod syd grænser kommunen op til Waimes Kommune i Kanton Malmedy. 

## Sprog
Det lokale sprog er plattysk eller platdietse (er lokalt en overgangsdialekt mellem østlimburgisk og ripuarisk).
I 1918 afskaffede den midlertidige belgiske administration højtysk som det officielle sprog. I stedet blev fransk myndigdernes sprog. Samme år blev fransk det eneste skolesprog.
Tysk (standardtysk) og hollandsk betragtes som hvilende mindretalssprog, men disse sprog bruges p.t. ikke i officielle sammenhænge.